# Фортеця (Кам'янець-Подільський)
ФК «Фортеця» — українська футбольна команда з Кам'янця-Подільського. Попередня назва — ФК «Поділля» (Кам'янець-Подільський).
Кам'янець переважно мав непоганих футболістів завдяки факультету фізичного виховання педінституту, який у роки незалежності став Національним університетом. Але рідко коли місто мало футбольну команду в змаганнях високого рівня.
У радянські часи, більшість великих заводів міста створювали свої футбольні команди, які брали участь у чемпіонатах області. Мрією значної кількості кам'янецьких вболівальників було об'єднання зусиль декількох структур в один футбольний клуб, який зміг би грати рівнем вище, ніж чемпіонат області.
Час-від-часу спонсори допомагали кам'янецькому футболу. Проте, ці спроби далеко не завжди мали продовження. Переважно команди «тягнув» один спонсор, але як правило ентузіазму на довго у нього не вистачало.

## Історія

### Назви клубу
- 1960—1970: «Поділля» ДСТ «Авангард»
- 1971—1972: «Електрон»
- 1972—1979: «Електроприлад»
- 1979—1989: «Поділля»
- 1989—1992: «Смотрич»
- 2016— : «Фортеця»

1960 року було створено міську команду «Поділля» ДСТ «Авангард». Цей колектив до 1967 року ставав чемпіоном області, перемагав у республіканських змаганнях на першість центральної ради ДСТ «Авангард». Беручи до уваги досягнення кам'янецьких футболістів, 1968 року Федерація футболу СРСР ухвалила включити команду до класу «Б» чемпіонату СРСР. Виступала впродовж трьох сезонів — у 1968—1970 роках.

### Сезон 1968 року
Суперниками «Поділля» стала 21 команда першої зони з України та Молдавії. Перший матч відбувся 14 квітня 1968 у Нікополі: «Поділля» програло «Трубнику» — 0:1. Перший матч у Кам'янці-Подільському зіграно 22 квітня 1968: «Поділля» програло «Енергії» з Нової Каховки — 0:1. У наступній грі 27 квітня 1968 кам'янчани здобули першу перемогу, здолавши вдома «Шахтар» (Нововолинськ) — 2:1.
В 11 матчах кам'янчани набрали 4 очка (1 виграш, 2 нічиї, 8 поразок). Остання гра першого кола відбулася 14 липня 1968 в Бендерах, де «Ніструл» здолав «Поділля» — 2:1. За підсумками першого кола «Поділля» набрало 12 очок із 42 (4 виграші, 4 нічиї, 13 поразок) і опинилося на передостанньому місці в турнірній таблиці.
У міжсезонні команда посилилася Володимиром Худояшом з «Динамо» (Хмельницький), Юрієм Шевченком з Луганська. Повернувся з Жовтих Вод до Кам'янця Микола Кришталюк.
Друге коло розпочалося 21 липня 1968: вдома кам'янчани здолали «Ніструл» — 1:0. Першу перемогу на чужому полі «Поділля» здобуло тільки в 24-му турі: 28 липня 1968 кам'янчани переграли в Ізмаїлі «Дунаєць» — 1:0. Якщо в першому колі кам'янчани набрали 4 очки в 11 турах, то в другому колі їм для цього вистачило 3 тури. 3 серпня 1968 «Поділля» закріпило цей успіх, вигравши вдома в «Спартака» (Івано-Франківськ) — 1:0.
Після 39 ігор «Поділля» мало 27 очок і посідало 20-е місце. 13 жовтня 1968 «Поділля» в Новій Каховці здолало «Енергію» — 2:1 (у кам'янчан обидва голи забив Павло Дорія). Передостанній матч «Поділля» зіграло 16 жовтня 1968 вдома з «Колосом» (Якимівка) — 0:0, а завершило чемпіонат 20 жовтня 1968, здолавши вдома «Трубник» (Нікополь) — 1:0. Загальний підсумок кам'янчан — 32 очка з 84 (12 очок у першому колі та 20 — в другому).

### Сезон 1969 року
Команду зміцнили новими гравцями. Запросили з Хмельницького досвідченого Леоніда Лемещенка, з Ужгорода Миколу Митровського, Мар'яна Мельниченка, з Києва Семена Лещінера, Михайла Єрогова, Миколу Сухомліна, Олега Горюка.
27 квітня 1969 в першій грі на своєму полі «Поділля» здобуло першу перемогу в матчі з «Харчовиком» (Бєльці) — 1:0 (гол забив Ігор Іваненко). Далі «Поділля» тричі поспіль (2 травня, 6 травня і 10 травня) програло на виїзді з однаковим рахунком 0:1 командам «Торпедо» (Луцьк), «Шахтар» (Червоноград), «Горинь» (Рівне).
15 травня кам'янчани вдома розгромили «Дніпро» з Черкас (голи забили Мар'ян Мельниченко — 2, Семен Лещінер). 19 травня кам'янчани продовжили серію домашніх перемог, здолавши «Прогрес» з Бердичева — 2:0 (голи забили Володимир Худояш і Мар'ян Мельниченко). 23 травня 1969 домашній матч із «Будівельником» (Первомайськ) закінчився внічию — 0:0.
Після невиразної гри на виїзді серія з трьох домашніх перемог (8 червня, 12 червня і 15 червня) над «Харчовиком» з Бендер (3:0), «Дунайцем» з Ізмаїла (2:0, голи забили Мельниченко, Іваненко, не реалізував пенальті капітан команди Худояш), «Дністром» з Тирасполя (3:0, голи забили Митровський — 2, Мельниченко) значно поліпшила турнірне становище «Поділля»: після 13 турів кам'янчани мали 14 очок (проти 6 в попередньому сезоні).
22 червня зігравши в Нікополі внічию (0:0) з «Трубником», кам'янчани посідали восьме місце в турнірній таблиці і мали чудове співвідношення забитих і пропущених голів — 17:8. Правда, 25 червня його дещо зіпсувала поразка в Жовтих Водах від «Авангарда» — 1:3.
У Новій Каховці 29 червня кам'янчани зіграли внічию з «Енергією» — 1:1. Непогано зіграні на своєму полі завершальні матчі закріпили «Поділля» в десятці найкращих після першого кола — 22 очка в 20 іграх (8 перемог, 6 нічиїх, 6 поразок, 25 забитих м'ячів (на 2 більше, ніж торік за весь сезон), сьоме місце).
Друге коло кам'янчани розпочали 23 липня на своєму полі: вони зіграли внічию (1:1) з лідером зони — «Спартаком» з Івано-Франківська (у кам'янчан рахунок зрівняв Мельниченко). 11 серпня «Поділля» у матчі з «Горинню» здобуло найрезультативнішу перемогу (4:3, Альберт Руснак, Микола Митровський, Ігор Іваненко, в свої ворота — Віктор Трусовський). Після 31 туру «Поділля» мало 33 очка з 62 можливих, після 34 турів — 37 очок із 68 (восьме місце). Фінішувало «Поділля» трьома поразками на виїзді.

### Сезон 1970 року
Повернулися з Хмельницького в команду Валерій Федосеєнков, Михайло Єрогов, Ігор Іваненко, Микола Митровський, Альберт Руснак.
Сезон 1970 «Поділля» почало успішно, здолавши вдома 25 квітня «Шахтар» (Торез) — 2:1, а 29 квітня «Шахтар» (Красний Луч) — 2:0. Проте всі три гри на виїзді з «Динамо» (Хмельницький), «Карпатами» (Мукачеве), «Верховиною» (Ужгород) завершилися для кам'янчан поразкою з однаковим рахунком 1:2. Гра вдома 21 травня з «Дніпром» (Черкаси) завершилася внічию — 0:0, а 25 травня з лідером зони «Локомотивом» (Вінниця) поразкою — 0:1. Отже, після 7 матчей кам'янчани мали тільки 5 очок. Смуга невдач продовжила поразка 30 травня в Бердяську від «Торпедо» — 0:3. Після 19 турів «Поділля» мало 15 очок. 18 жовтня у матчі з «Нафтовиком» (Дрогобич) Володимир Володько забив покер, а «Поділля» перемогло з рахунком 4:3.

## 70-80-ті роки
В сезоні 1971 року змагання на першість СРСР серед команд класу «Б» було скасовано. Більшість гравців «Поділля» перейшло до команди заводу «Електроприлад». З 1971 до 1979 року «Електрон» виборював титул чемпіона області. У 1972 році команда під назвою «Електроприлад» взяла участь у Чемпіонаті УРСР з футболу серед КФК і зайняла 4—у сходинку в 2—ій зоні. У 1979 році команда вже під назвою «Поділля» взяла участь у Кубку УРСР з футболу і дійшла до 1/8 фіналу. У 1981 році команда «Поділля» вилетіла з Кубку УРСР з футболу на стадії 1/16 фіналу, програвши івано-франківському «Локомотиву».

## Смотрич
У 1989 році було відновлено міську команду у вигляді госпрозрахункового клубу «Смотрич», президентом якого став директор заводу «Електроприлад». Цей завод, а також заводи цементний, дереворіжучих інструментів, СКБ медпромисловості стали спонсорами команди. Цього року команда взяла участь у чемпіонаті області та зайняла десяте місце. У 1990 році команда зайняла четверте місце у 1 зоні Чемпіонату УРСР з футболу серед КФК. В наступному році через небажання брати участь у чемпіонаті області 1990 року Облспорткомітет не прилучав «Смотрич» ні до обласних змагань, ні до всеукраїнських. У першому чемпіонаті області в незалежній Україні команда здобула бронзові нагороди.

## Фортеця

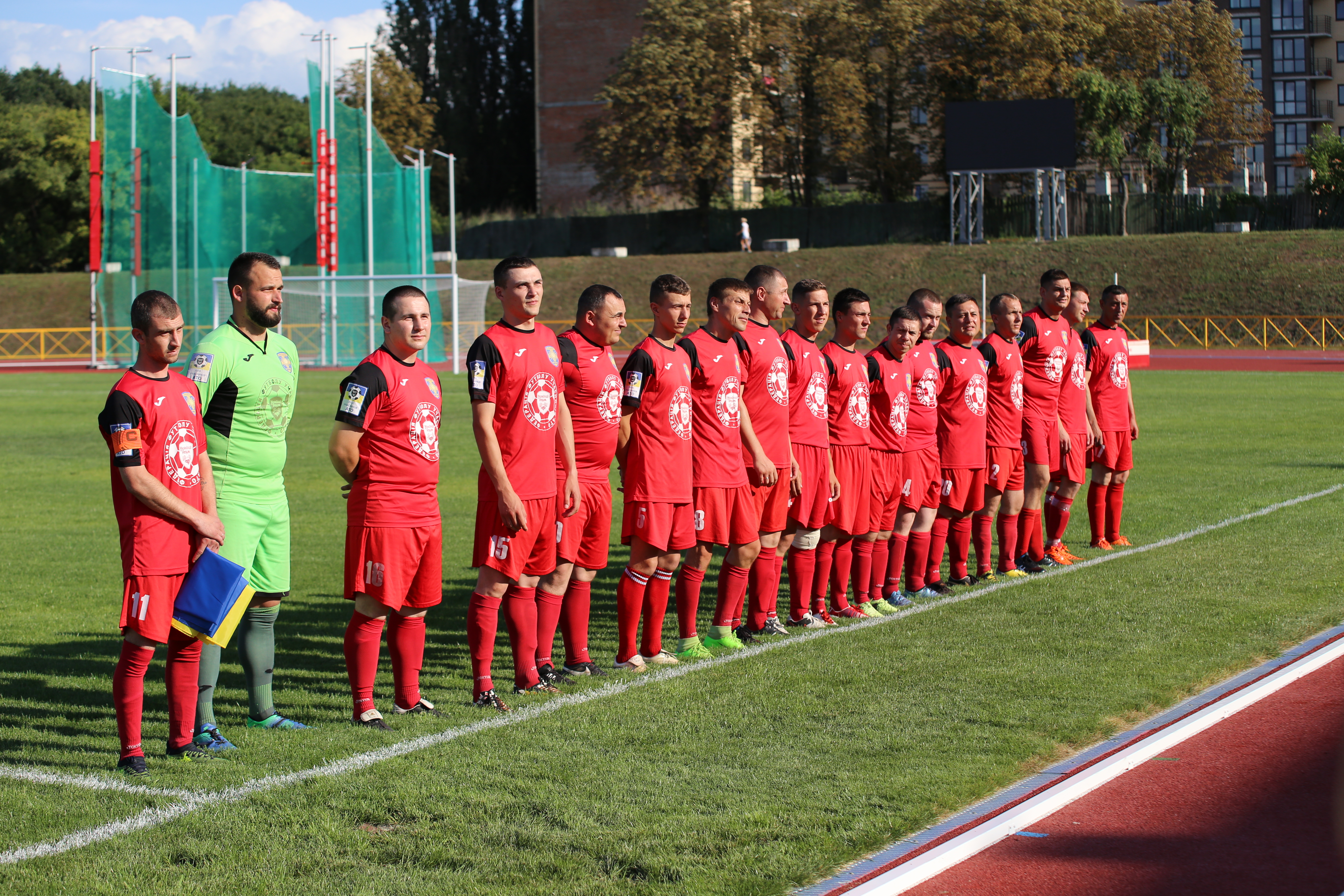
«Фортеця» в 2022 році

У 2016 році відновилась участь збірної футбольної команди міста під назвою ФК «Фортеця» в Чемпіонаті області.
Серпні 2017 року команда дійшла до фіналу Кубка області, де в протистоянні з ФК «Случ»(Старокостянтинів) програла 3-0. Поки що це найкращий результат відновленої команди з Кам'янець-Подільська.

### Статистика виступів
| Сезон | Чемпіонат | Чемпіонат | Чемпіонат | Чемпіонат | Чемпіонат | Чемпіонат | Чемпіонат | Чемпіонат |
| Сезон | Ліга      | Місце     | І         | В         | Н         | П         | М         | О         |
| ----- | --------- | --------- | --------- | --------- | --------- | --------- | --------- | --------- |
| 2016  | ВЛ        | 4         | 20        | 10        | 4         | 6         | 35-25     | 34        |
| 2017  | ВЛ        | 7         | 14        | 2         | 2         | 10        | 11-31     | 8         |
| 2018  | ВЛ        | 4         | 6         | 2         | 2         | 2         | 10-8      | 8         |

Є надія що команда буде розвиватись і заявить себе у професійну чи аматорську ліги, так як місто вже давно не має великого футболу.

## Досягнення

### СРСР
Чемпіонат Хмельницької області з футболу
 — Чемпіон Хмельницької області: 1960—1964, 1966, 1967, 1971, 1972.
У другій лізі СРСР — 12 місце (в зональному турнірі УРСР класу «Б» 1969 рік).

### Україна
Чемпіонат Хмельницької області з футболу
- Бронзовий призер 1 рази: 1992

 — Фіналіст Кубка Хмельницької області: 2017.

## Відомі тренери
- Грозний Вячеслав Вікторович.